# Vchynicko-tetovský plavební kanál
Vchynicko-tetovský plavební kanál je vodní tok na Šumavě, který sloužil pro plavení hojného dřeva ze Šumavy. Toto vodní dílo o celkové délce 13,6 km obchází nesplavný úsek Vydry pod Antýglem a spojuje řečiště Vydry s říčkou Křemelná. Kanál byl vybudován v letech 1799–1800. Jedná se spolu se Schwarzenberským plavebním kanálem o druhý kanál vystavěný na schwarzenberských panstvích inženýrem Josefem Rosenauerem za vlády knížete Josefa II. ze Schwarzenbergu.
Část kanálu využívaná pro výrobu elektřiny je v roce 2019 majetkem společnosti ČEZ OZ uzavřený investiční fond a.s., nevyužívaný zbytek kanálu je majetkem České republiky v péči Správy Národního parku Šumava.

## Průběh toku
Začíná u obnoveného Hradlového mostu (Rechle) v nadmořské výšce 940 m nad mořem zhruba na polovině cesty mezi Modravou a Antýglem. V těchto místech je odváděna voda z řeky Vydry přes vtokový objekt do vybudovaného kanálu, který vede po levém břehu Vydry. Pokud není zvětšený průtok, zůstává balvanité řečiště Vydry pod Hradlovým mostem prázdné. Teprve drobné přítoky a hlavně Hamerský potok zčásti naplní její koryto. Nahnědlá, ale křišťálově čistá voda z rozsáhlých šumavských rašelinišť protéká volně kanálem.
První úsek kanálu od Hradlového mostu vede nejprve severním směrem a sleduje koryto Vydry, nedaleko Rokyty však kanál obloukem mění směr na jihozápadní (téměř opačný) a přechází do povodí Hrádeckého potoka. V úseku dlouhém 3,2 km teče v nadmořské výšce cca 930 m n. m. a téměř sleduje vrstevnici, protože spád kanálu je okolo 3 ‰. Koryto je široké 3 až 5 metrů, dno je písčité a hloubka vody se pohybuje okolo jednoho metru. Jediný mostík přes kanál v tomto úseku se nachází přibližně 120 metrů před jeho koncem, přechází přes něj značená turistická trasa vedoucí na Vchynice-Tetov a dále na Modravu.
Navazuje první ze skluzů, který začíná pod mostkem cesty vedoucí k Tříjezerní slati. Skluz převádí kanál o 23 metrů níže. Svou konstrukcí se od předešlého úseku liší: kanál je veden užším korytem o šířce 130 cm a hloubce přibližně 70 cm vytvořeném z obrovitých vyhlazených žulových bloků. Koryto je v délce 540 m přímé a vede téměř západním směrem. Dno skluzu bylo chráněno výdřevou, která se částečně dochovala. Před skluzem byl kanál přehrazen a voda byla do skluzu pouštěna až po nahromadění dostatku plaveného dříví a vody. V současnosti je koryto zakryto převážně betonovými deskami a na začátku dřevěnou kulatinou. Ústí skluzu, namáhané nárazy polen nesených rychlým proudem vody, bylo vyztuženo kamennými kvádry.
Za ústím skluzu kanál pokračuje v nadmořské výšce přibližně 910 metrů v délce 5,8 km, tento úsek je označován jako Horní kanál. Nejprve teče jz. směrem k úpatí Adamovy hory (1078 m), kde se stáčí k sz. a obloukem obtéká Výběžek (1027 m). U rozcestí Hakešická cesta odbočuje modře značená turistická trasa k Javoří pile a kanál překonává po novodobém mostku. Kanál nedaleko rozcestí kříží Hrádecký potok a po klenutém historickém mostku přechází na levý břeh naučná stezka Okolo Kostelního vrchu. V místech rozcestí se směr toku kanálu stáčí k severu, když dále protéká po úpatí Kostelního vrchu. Kanál obtéká vrch obloukem ze severu a na severní straně je kanál opět přemostěn historickým můstkem, po němž vede cesta k Hauswaldské kapli i trasa zmíněné naučné stezky. Pod bývalým Kaltenbrunnem na svahu Oblíku (1225 m) se kanál ze západního směru stáčí znovu k severu. V ohybu jej kříží Studený potok. Druhý úsek končí vtokovým objektem vodního potrubí, které od 30. let 20. století převádí vodu z Vchynicko-Tetovského kanálu do zásobní nádrže vodní elektrárny Vydra na Čeňkově pile. Na konci tohoto úseku teče voda v nadmořské výšce 898 m n. m.
Za novodobým vtokovým objektem navazuje druhý skluz mířící k severu, který je ve své délce 570 m opět přímý. Parametry koryta skluzu jsou obdobné, vodu převádí o 47 metrů níže do nadmořské výšky 860 m. V současnosti skluz funguje pouze jako přepad z vtokového objektu, voda jím neprotéká pravidelně. Skluz kříží žlutě značená turistická trasa ze Srní na Zelenohorské Chalupy a západně od Mechova také silnice ze Srní na Prášily.
Třetí úsek kanálu nazývaný také Dolní kanál vede převážně severním směrem a to po západních svazích Spáleného vrchu (1014 m) na pravém břehu Plavebního potoka (Sekerského). Na rozdíl od části vedoucím vodu pro elektrárnu není tato část kanálu udržovaná, pro nedostatek vody je koryto převážně suché a zarostlé. Po přibližně 930 metrech následuje skluz do Plavebního potoka, kterým v roce 1807 vrchní prášilský myslivec Janovský podle vlastního projektu nahradil původní závěrečný skluz do Křemelné. I tento přibližně padesátimetrový skluz je z kamenných bloků. Plavení neupraveným korytem Plavebního potoka vyžadovalo větší objem vody a dřevo bylo také nárazy v korytě poškozeno. Přes tyto nevýhody se plavení v této trase udrželo až do 30. let 20. století. Původní trasa kanálu pokračovala dále až na louku nad ústím Plavebního potoka do Křemelné, potud úsek měřil 2,3 km. Po louce vedl původní Rosenauerův skluz dlouhý necelých 700 metrů, který klesal z nadmořské výšky 840 metrů k hladině Křemelné v 690 metrech. Byl vyzděný kamennými plotnami s koncovou rampou. V roce 1937 byl kanál prodloužen o další navazující úsek v délce přibližně 500 metrů, za kterým je poslední skluz. Skluz je dlouhý 550 metrů a prudce klesá do údolí Křemelné. Oproti předchozím skluzům je uzavřený v betonové trubce o průměru 60 cm zapuštěné do země. Skluz končí visutou rampou, která směřovala plavená polena do středu koryta Křemelné. Rampa je v současnosti ve špatném stavu.

## Využití
Vchynicko-Tetovský plavební kanál již dlouho neslouží pro plavení dřeva a zůstává, byť v pozměněné podobě, kterou mu daly úpravy ze třicátých let 20. století, do dnešní doby svědectvím rozsáhlých technických znalostí a organizačních schopností nejenom svého tvůrce inženýra Josefa Rosenauera, ale i prostých tesařů a jiných dělníků, kteří na jeho stavbě pracovali za velmi těžkých podmínek. Atmosféru této části Šumavy 19. století ve svých románech zvěčnil spisovatel Karel Klostermann.
Zřízení plavebního kanálu a rozšíření těžby dřeva dalo podnět k další vlně osidlování této části Šumavy. Již Rosenauer počítal s 312 stálými dřevorubci, pro něž bylo nutno postavit domky buď ve stávajících vesnicích, nebo v nově založených osadách. V té době vznikla v Dlouhé Vsi charakteristická řada 22 dvojdomků pro 44 rodin, nově byla postavena obydlí ve vsi Nová Studnice (13 domků), Zelenohorský Dvůr (18 domků), Zelenohorská Huť (38 domků), Filipova Huť (17 domků), Schätzův Les i dalších. Tyto osady byly komunistickou vládou po roce 1948 prakticky vymazány z mapy.
V dnešní době slouží část kanálu jako přívod vody pro vodní elektrárnu Vydra na Čeňkově pile. Po celé jeho délce až do Mechova-Srní je naučná stezka, kanál od Hradlového mostu po Mechov sleduje Otavská cyklostezka.

## Plavební nádrže (švele)
Na horních tocích horských potoků na Modravských pláních byly vystavěny vodní nádržky (tzv. švele nebo klausy). Nádržky vydatně vypomáhaly plavení dřeva. Tyto rezervoáry vody byly jakousi přívalovou vlnou Vchynicko-tetovského plavebního kanálu a s vydatnou sítí modravských horských potůčků utvářely motor celého komplexu plavebního kanálu. V minulosti bylo v povodí kanálu na Modravských pláních vybudováno 9 nádrží, které dokázaly zadržet více než 90 000 m3 vody. Nádržky pomocí výpustního zařízení zvyšovaly průtok vody v úzkých korytech potoků. Jsou pojmenovány podle potoků, jehož vody zadržovaly – švele na Luzenském, Ptačím, Černohorském, Roklanském, Rokyteckém, Novohuťském, Studeném, Javořím a Tmavém potoce. 
Dnes jsou vodní nádržky nefunkční. Z provozu je vyřadil buď člověk nebo sama příroda. Na jejich dně rostou vlhká luční společenstva s nastupujícím lesem.